# Ayreonauts Only
Albums de Ayreon
Flight of the Migrator
(2000) The Human Equation
(2004)
Ayreonauts Only est un album du projet Ayreon produit principalement pour les fans. L'album contient des démos et des versions alternatives de plusieurs chansons d'Ayreon. La dernière piste est une chanson d'un autre projet d'Arjen Anthony Lucassen qui n'était pas encore sorti à l'époque : Ambeon.

## Pistes
1. "Into the Black Hole" (Voix par Lana Lane et Damian Wilson)– 10:45
2. "Out of the White Hole" (Voix par Robert Soeterboek du Cotton Soeterboek Band) – 7:11
3. "Through the Wormhole" (Voix par Ian Parry de Elegy) – 6:13
4. "Carpe Diem (Chaos)" – 4:14
5. "Temple of the Cat" (Version acoustique. Voix par Astrid van der Veen) – 3:07
6. "Original Hippie's Amazing Trip" (Voix par Mouse of Tuesday Child) – 6:35
7. "Beyond the Last Horizon" (Reprise, avec Gary Hughes de Ten on lead vocals) – 5:31
8. "The Charm of the Seer" (Voix par Arjen Anthony Lucassen) – 2:31
9. "Eyes of Time" (Version inédite, Voix par Leon Goewie de Vengeance) – 5:10
10. "Nature's Dance" – 2:34
11. Ambeon: "Cold Metal" – 7:09

## Personnel

### Voix
- Anneke van Giersbergen
- Arjen Anthony Lucassen
- Astrid van der Veen
- Damian Wilson
- Edward Reekers
- Ian Parry
- Gary Hughes
- Leon Goewie
- Mouse
- Robert Soeterboek

### Musiciens
- Arjen Anthony Lucassen
- Cleem Determeijer
- Ernst van Ee
- Rene Merkelbach
- Stephen van Haestregt